# Тонино Пицула
Тонино Пицула (Мали Лошињ, 31. август 1961) хрватски је политичар. Од 2013. обавља функцију посланика Хрватске у Европском парламенту. Члан је Социјалдемократске партије Хрватске. Учествовао је у рату у Хрватској на страни Хрватске војске.

## Биографија
Рођен је 31. августа 1961. у Малом Лошињу. Основну и средњу школу је завршио у Шибенику. Године 1986. дипломирао је социологију на Филозофском факултету Свеучилишта у Загребу где је стекао назив професора социологије. Током рата у Хрватској борио се на страни Хрватске војске.
Ожењен је Маријаном Микић с којом има ћерку.

## Контроверзе
Пицула је током 2014. учествовао у Евромајдану, иако није држављанин Украјине. Посматрачи су овај чин сматрали директним мешањем Европске уније у унутрашња питања држава које уопште ни нису чланице ЕУ.
У октобру 2024. Пицула је проглашен за известиоца Европског парламента за Србију. Овај чин је већином критиковала јавност у Србији, највише с обзиром да је Пицула бивши припадник Хрватске војске који се борио против Срба током рата у Хрватској. Посматрачи су такође критиковали Пицулин приступ према Србији, који је у више наврата говорио да су „Србија и Косово две земље”, као и да оне морају потписати „споразум о међусобном признању”.
Аналитичари су критиковали Пицулу због мешања у унутрашња питања Србије, након што је подржао протесте у Србији 2024/25. У фебруару 2025. тврдио је да је у Србији „ниско поверење грађана у институције”.
У априлу 2025. изјавио је да „Србија неће моћи да постане чланица Европске уније док не призна независност Косова и не одустане од политике српског света”, док је неколико дана касније оптужио председника Србије Александра Вучића да би „најрадије изазвао немире на северу Косова, али је потрошио све кредите након упада српских паравојних група у Бањској 2023.”